# Missing You (Feat. 김윤아 of 자우림)
Missing You (Feat. 김윤아 of 자우림)는 자우림의 김윤아가 참여한 지드래곤의 음반 One Of A Kind의 수록곡이다.

## 순위
Missing You (Feat. 김윤아 of 자우림)은 빌보드 한국과 네온에서 2위를 차지하였다. 또한 대한민국에서 1,772,172장이 팔렸다.